# Bulovec
Bulovec je redkejši priimek v Sloveniji, ki ga je po podatkih Statističnega urada Republike Slovenije na dan 1. januarja 2010 uporabljo 35 oseb in je med vsemi priimki po pogostosti uporabe uvrščen na 9.436. mesto.

## Znani nosilci priimka
- Anton Bulovec (1869—1930), pravnik in naravoslovec
- Ivanka Bulovec, izseljenska delavka, novinarka
- Mihael Bulovec (1862—1915), duhovnik
- Karla Bulovec-Mrak (1895—1957), likovna umetnica
- Mojca Šifrer Bulovec (*1963), etnologinja, muzealka
- Štefka Bulovec (1901—1984), bibliografka, pesnica